# Cam Clarke
Cameron A. Clarke född 6 november 1957 i Burbank i Kalifornien, är en amerikansk röstskådespelare och sångare. Han har bland annat gjort rösten till Leonardo och Rocksteady i Teenage Mutant Ninja Turtles och Die Fledermaus i The Tick. År 1999 gav han ut coveralbumet Inside Out, där de ursprungliga texterna anpassats för att stämma in på en homosexuell mans perspektiv.

## Filmografi

### Live action-roller
- Flip That House — Berättaren
- Walker, Texas Ranger — A.R.T.
- Troops — Captain Jyanix Bach
- True Blood — Berättaren, Vampyrröst

### Anime-roller
| - Akira — Shōtarō Kaneda, Councilman 1, Scientist 2 (as Jimmy Flinders) - Around the World with Willy Fog — Rigadon, Johnson, Ralph (as Jimmy Flinders) - Bleach — Yasochika Iemura, Ōko Yushima, Ōko Yushima (Modified Soul), Kagerōza Inaba - Dogtanian and the Three Muskehounds — Dogtanian (som Jimmy Flinders) - Doomed Megalopolis — Junichi Narutaki - Duel Masters — Toru, Shori, Stu: Game Announcer #2 - G-Force: Guardians of Space (1986) (röstroll) — Dirk Daring, Red Impulse - Honey and Clover — Takumi Mayama | - Macron 1 — Jason Templar (som Jimmy Flinders) - Monster — Richard Braun - Monsuno: World Master — Chase Suno, Jeredy Suno, Dr. Emmanuel Klipse - Mosaic — Stephan - Naruto — Aoi Rokushō - Naruto Special: Mission: Protect the Waterfall Village! — Suien - Nausicaä från Vindarnas dal (Warriors of the Wind) (1984) (röstroll) — Prins Asbel / Milo (Engelsk dubbning) - Robotech TV-serie (1985) (röst) — Maximillian (Max) Sterling, Lance "Lancer" Belmont (som Jimmy Flinders) - Saber Rider and the Star Sheriffs — Olika röstroller - Marvel Anime: X-Men — Professor X |

### Roller inom animerade tv-serier
| - Aladdin — Olika röstroller - Attack of the Killer Tomatoes — Igor, Tomacho - The Zula Patrol — Multo, Bula, Pluto, Saturn - Avatar: Legenden om Aang — Lao Bei Fong (i "The Blind Bandit") - Avengers Assemble — Piledriver - The Avengers: världens mäktigaste hjältar — Doc Samson, Constrictor (1st Time), Vector - Back at the Barnyard — Freddy the Ferret (all episodes, 2007–2008) - The California Raisins — Bebop - Captain Planet and the Planeteers — Ooze (1990–1993), Olika röstroller - Casey Jr. The Circus Engine & Friends — Casey Jr., Casey Jones & Johnny - Clifford, den stora röda hunden — Machavelli, Mr. Mark Howard, Mr. Dink, Ad Announcer - Clifford's Puppy Days — Mr. Mark Howard - Cow and Chicken — Olika röstroller - Denver, the Last Dinosaur — Mario, Shades - Dino-Riders — Olika röstroller - Disney's House of Mouse — Simba - Eek! The Cat (1992) TV Series — Olika röstroller - Gargoyles — Young Gillecomgain - Grandma Got Run Over by a Reindeer — Austin Bucks - He-Man and the Masters of the Universe (2002) — Prince Adam/He-Man - Kung Fu Panda: Legends of Awesomeness — TBA - The Land Before Time: The Series — Bron - The Mask — Putty Thing | - Megas XLR — Bot #32/Robot/Bot #101 ("A Clockwork Megas") - Monster High — Heath Burns (Season 2), Hoo-Dude - Mr. Bogus — Mr. Bogus - Pepper Ann — Stewart Waldinger - Snoopy!!! The Musical — Snoopy - Space Strikers — Captain Nemo - Special Agent Oso — Whirly Bird and R.R. Rapide - Spider-Man — Mister Fantastic - Tales from the Crypt — Dudley Pig - TaleSpin — Daring Dan Dawson - The GodThumb — Adopted Lawyer Son - Teenage Mutant Ninja Turtles (1987) — Leonardo, Rocksteady, OverDrive, Mung - Teenage Mutant Ninja Turtles (2012) — 80s Leonardo - Terminator Salvation: The Machinima Series (2009) — Laz Howard - The Terrible Thunderlizards — Huckleberry, Olika röstroller - The Tick — Die Fledermaus, Fishboy: Lost Prince of Atlantis - The Twisted Tales of Felix the Cat — Olika röstroller - This is America, Charlie Brown — Snoopy (sångröst) ("The Music and Heroes of America") - Timon och Pumbaa — Simba (röstroll) - Ultimate Spider-Man — Piledriver, Captain Ultra - Where's Waldo? — Olika röstroller - W.I.T.C.H. — Dean Collins - Wild Grinders — Emo Crys, Track Hucksterball |

### Filmroller
- Aladdin — Aladdin, Olika röstroller
- Bondgården — Freddy The Ferret
- Grönsakspiraterna — Robert the Terrible, The King
- Hotell Transylvanien — Olika röstroller
- Jetsons: The Movie — Olika röstroller
- Tales of the Black Freighter — Money Lender
- Pinocchio — Talking Cricket
- Smurfarna och den förtrollade flöjten — Peewit
- Tooth Fairy — Voice Cast
- Underdog — Supershep, Little Brown Dog

### Direkt-till-video och tv-filmer
- Bleach: The DiamondDust Rebellion — Yasochika Iemura (Engelsk dubbning)
- Dot and Spot's Magical Christmas — Spot
- Lego Batman: The Movie – DC Super Heroes Unite — Green Lantern, Martian Manhunter
- Lejonkungen II - Simbas skatt — Simba (sångröst)
- Den lilla sjöjungfrun II – Havets hemlighet — Flounder
- Mulan II — Loop Group
- Naruto the Movie: Ninja Clash in the Land of Snow — Sōsetsu Kazahana
- Scooby-Doo på Zombieön — Detective Beau Neville

### Datorspel
| - Alundra 2 — Pierre/Pirate 1/Madd Flower - Assassin's Creed II — Subject Sixteen - Assassin's Creed: Brotherhood — Subject Sixteen - Baldur's Gate: Dark Alliance — Fayed, Vahn, Olika röstroller - Baldur's Gate II: Shadows of Amn — Drizzt Do'Urden, Aran Linvail, Olika röstroller - Beneath a Steel Sky — Reich (CD version) - Bloody Roar: Primal Fury — Bakuryu, Cronos (okrediterad i Xbox-versionen) - Bravely Default: Flying Fairy — Sage Yulyana - Call of Duty: United Offensive — Pvt. Anderson, Sasha, Olika röstroller - Champions of Norrath — Olika röstroller - Champions: Return to Arms — Olika röstroller - Crackdown 2 — Olika röstroller - Clash of the Titans — Philokrates, Fisherman, Soldiers, Spirits - Crimson Sea — Shahanai (okrediterad) - Dark Cloud 2 — Dark Element, Dr. Jaming (okrediterad) - Dead Island — Roger Howard, Olika röstroller - Dragon Age: Origins — Olika röstroller - Dragon Age: Origins – Awakening — Herren, Kendrick, Olika röstroller - Drakengard 3 — Decadus - Doom 3 — IPN Newscaster Roger Mcallen, Olika röstroller - EOE: Eve of Extinction — Josh Calloway - Escape from Monkey Island — Clive the Jambalaya Tourist, Meathook - Eternal Darkness: Sanity's Requiem — Anthony the Paige, Custodian - Eternal Sonata — Prince Crescendo (okrediterad) - EverQuest II — Assistant Tillheel, Captain Santis, Vondorinsarnoo, Olika röstroller - Fallout: New Vegas — Dr. Mobius - Fallout: Brotherhood of Steel — Vault Man, Patrol, Plasma, Kamikaze Robot - Final Fantasy XIII/Final Fantasy XIII-2 — Cocoon Inhabitants - Freddy Pharkas: Frontier Pharmacist — Freddy Pharkas - Galleon — Sultan - God of War II — Hercules (scrapped in final version but is still credited) - Grandia II — Ryudo, Father Carius, Risotto - Guild Wars II — Al'batubar - Gungrave: Overdose — Juji Kabane, Richard Wong - Halo Wars — Flamethrower - The Hobbit — Olika röstroller - The Incredible Hulk: Ultimate Destruction — Olika röstroller - Jade Empire — Sky, Si Pat, Olika röstroller - Just Cause — Kleiner - Kessen II — Zhou Yu, Yu Jin - Kessen III — Akechi Mitsuhide - Killer7 — Andrei Ulmeyda - Kinect Fun Labs: Kinect Rush — A Disney Pixar Adventure: Snapshot — Olika röstroller - Kingdom Hearts II — Simba - Kingdom of Paradise — Kairoku, Hokaku - Kingdoms of Amalur: Reckoning — Olika röstroller - La Pucelle: Tactics — Yattanya - Legaia 2: Duel Saga — Lang (okrediterad) - Lego Batman 2: DC Super Heroes — Green Lantern, Martian Manhunter, Nightwing, Joker Henchman - Lego The Lord of the Rings — Olika röstroller - Ringarnas Herre: Slaget om Midgård II – Häxkungens Tid — Kung Arveleg - Lost Planet 2 — Mercenary CO - Mass Effect — Private Fredericks, Olika röstroller - Marvel: Ultimate Alliance — Thor, Daredevil, Weasel, Heimdall | - Masters of the Universe: He-Man — Defender of Grey Skull — He-Man/Prince Adam/Sphinx - Medal of Honor: Allied Assault — Olika röstroller - Metal Gear Solid — Liquid Snake, McDonnell "Master" Miller - Metal Gear Solid 2: Sons of Liberty — Liquid Snake - Metal Gear Solid: The Twin Snakes — Liquid Snake - Metal Gear Solid: Digital Graphic Novel — Liquid Snake - Metal Gear Solid 2: Digital Graphic Novel — Liquid Snake - Naruto: The Broken Bond — Aoi - Neverwinter Nights — Olika röstroller - Ninety-Nine Nights — Klarran - Painkiller — Daniel - Painkiller: Battle out of Hell — Daniel - Quest for Glory IV — Domovoi, Gypsy Davy, Nikolai - Return to Castle Wolfenstein — Nazi Soldier #4 - Rise of the Argonauts — Olika röstroller - Rise of the Dragon — William Blade Hunter - Robotech: Battlecry — Jack Archer - Sacrifice — Olika röstroller - Scooby-Doo! First Frights — Tim "The Toyman" Toiler - Shadow of Rome — Marcus Brutus - Shadows of the Damned — Christopher, Demons - Shark Tale — Eel Boss, Teenboy Fish, Paper-Sales Fish - Skylanders: Giants — Olika röstroller - Skylanders: Spyro's Adventure — Ship Master, Olika röstroller - Sly Cooper: Thieves in Time — Monkey Guard - Soldier of Fortune II: Double Helix — Anthony Michaels - Soul Sacrifice — Librom - The Spiderwick Chronicles — Thimbletack / Knocker - Suikoden Tactics — Walter - Sword of the Berserk: Guts' Rage — Puck - Star Trek: Starfleet Command II: Empires at War — Olika röstroller - Star Trek: Starfleet Command III — Olika röstroller - Star Wars: Knights of the Old Republic — Trask Ulgo, Olika röstroller - Star Wars Jedi Knight: Jedi Academy — Olika röstroller - Star Wars Jedi Knight II: Jedi Outcast — Olika röstroller - Star Wars: The Old Republic — Tai Cordan, Olika röstroller - Tales of Graces F — Turtlez (okrediterad) - Tales of Legendia — Will Raynard (okrediterad) - Tales of Symphonia — Kratos Aurion - Tales of the World: Radiant Mythology — Kratos Aurion (okrediterad) - Tales of Vesperia — Kratos Aurion, The Sage (okrediterad) - Tales of Symphonia: Dawn of the New World — Kratos Aurion (Berättaren), Schnider (okrediterad) - Tales of Xillia 2 — Odin (okrediterad) - Tenchu: Wrath of Heaven — Tesshu - The Secret of Monkey Island: Special Edition — Meathook - The Thing — Weldon (okrediterad) - Til' Morning's Light — Ghost Antagonist - Wild Arms 4 — Scythe, Tony, Goblins (okrediterad) - WildStar — Chua - World of Warcraft: The Burning Crusade — Blood Elf Male, Medivh, Nexus-Prince Shaffar - World of Warcraft: Wrath of the Lich King — Malygos - World of Warcraft: Cataclysm — Fandral Staghelm, Peroth'arn - Xenogears — Krelian (okrediterad) - Yakuza — Olika röstroller |

### Ljudböcker
- The Mystery of Smuggler's Cove (1985) Hardy Boys

### Teater
- Noah: The Musical — Citizen of Land of Nod

## Diskografi
Album
- Inside Out (1999)[1]